# Uppvidinge
Uppvidinge è un comune svedese di 9 284 abitanti, situato nella contea di Kronoberg. Il suo capoluogo è la cittadina di Åseda.

## Località
Nel territorio comunale sono comprese le seguenti aree urbane (tätort):
| # | Località             | Popolazione |
| - | -------------------- | ----------- |
| 1 | Åseda                | 2.430       |
| 2 | Lenhovda             | 1.714       |
| 3 | Norrhult-Klavreström | 1.269       |
| 4 | Alstermo             | 859         |
| 5 | Älghult              | 481         |